# Simon François Gay de Vernon
Simon François Gay de Vernon fue un barón, ingeniero y militar francés nacido en 1760 y fallecido en 1822.

## Biografía
Simon François fue ingeniero militar y profesor de la Escuela Politécnica, hermano de Leonard quien fue un revolucionario, elegido obispo de Haute-Vienne (1794), miembro de La Convención (1792) y actuó con los jacobinos y fue uno de los miembros del Consejo de los Quinientos.
Simon François estudió en Limoges, posteriormente admitido en la Escuela Real de Ingenieros de Mezieres como subteniente y llegó al grado de capitán en el año 1790, y empleado en la armada francesa del Rin, se distinguió en los ataques de Spire y Mayenna, combatiendo bajo el general Adam Philippe de Custine.
Durante la campaña de invierno de 1792-93, se le encargó de construir la gran cabeza de puente de Cassel, y el general Joseph Meunier admirado de sus conocimientos, le dio 7 batallones para su protección, y en abril de 1793 fue nombrado coronel ayudante mayor y sirvió al general Custine en la armada del Norte, y posteriormente al general en jefe Jean Nicolas Houchard, y fue quien diseñó como mayor-general la liberación de Dunkerque sitiada por los ingleses y Maubege atacada por los austriacos.
Después de las victorias de Handschoot y de Menin, recibe la orden de retirar sus tropas y fue arrestado y conducido a la prisión de Conciergerie a París, acusado de conservar tropas del general Custine y conspirar contra el general Houchard, al no hacer nada, sin colocar las tropas frente el ejército inglés que comandaba el duque de York; recuperó la libertad después del 9 de Termidor.
Simon François fue uno de los fundadores de la Escuela Politécnica de París en donde fue profesor en 1798, y comandante segundo y director de estudios, aparte de coronel de ingenieros, ocupando dichos empleos durante 17 años.
Napoleón Bonaparte, en 1811, le otorgó la dignidad del título de barón y en 1815 adjunto-comandante de 5 cuerpos de la Grande Armée, y en 1812 vuelve a la actividad asistiendo a los combates de batalla de Lützen (1813) y batalla de Bautzen, y Napoleón le confía el mando de comandante de la plaza de Torgau, Sajonia, que no tardó en ser bloqueada por los prusianos, y rindió la fortaleza después de honorable resistencia en 1814 y obtuvo permiso, bajo su juramento de regresar a Francia.
Durante los Cien Días, designado para formar parte de 3 cuerpos que se forman en Mézières, rehúsa partir con los cuerpos militares de Dominique-Joseph René Vandame y Luis XVIII de Francia le nombra mariscal de campo y caballero de San Luis, y después de 30 años de servicio a su patria, cogió el retiro, y escribió un tratado militar de arte militar y fortificación que fue traducido al francés, inglés y alemán y otras lenguas y adaptado a la enseñanza en las Escuelas Militares de San Petersburgo, Segovia y Estados Unidos de América.
Simon François obtuvo la legión de honor y se retiró a Saint-Leonard, donde falleció y su hijo, Jean-Louis-Camille Gay de Vernon, ayudante de campo del ministro de guerra dejó escrita la siguiente obra militar: Mémoire sur les opérations militaires des généraux en chef Custine et Houchard pendant les annés 1792 et 1783, París: Firmin Didot, 1844, en la que participó su padre Simon François.

## Obras
- Exposition abrégée du cours de géométrie descriptive appliquée a la fortification, 1802, en 4º.
- Traite élémentaire d'art militaire et de fortifications à l'usage des jeunes gens et des elèves des ecoles militaires, París, 2 vols, en 4º.